# Jean-Pierre Moynet
Pour les articles homonymes, voir Moynet.

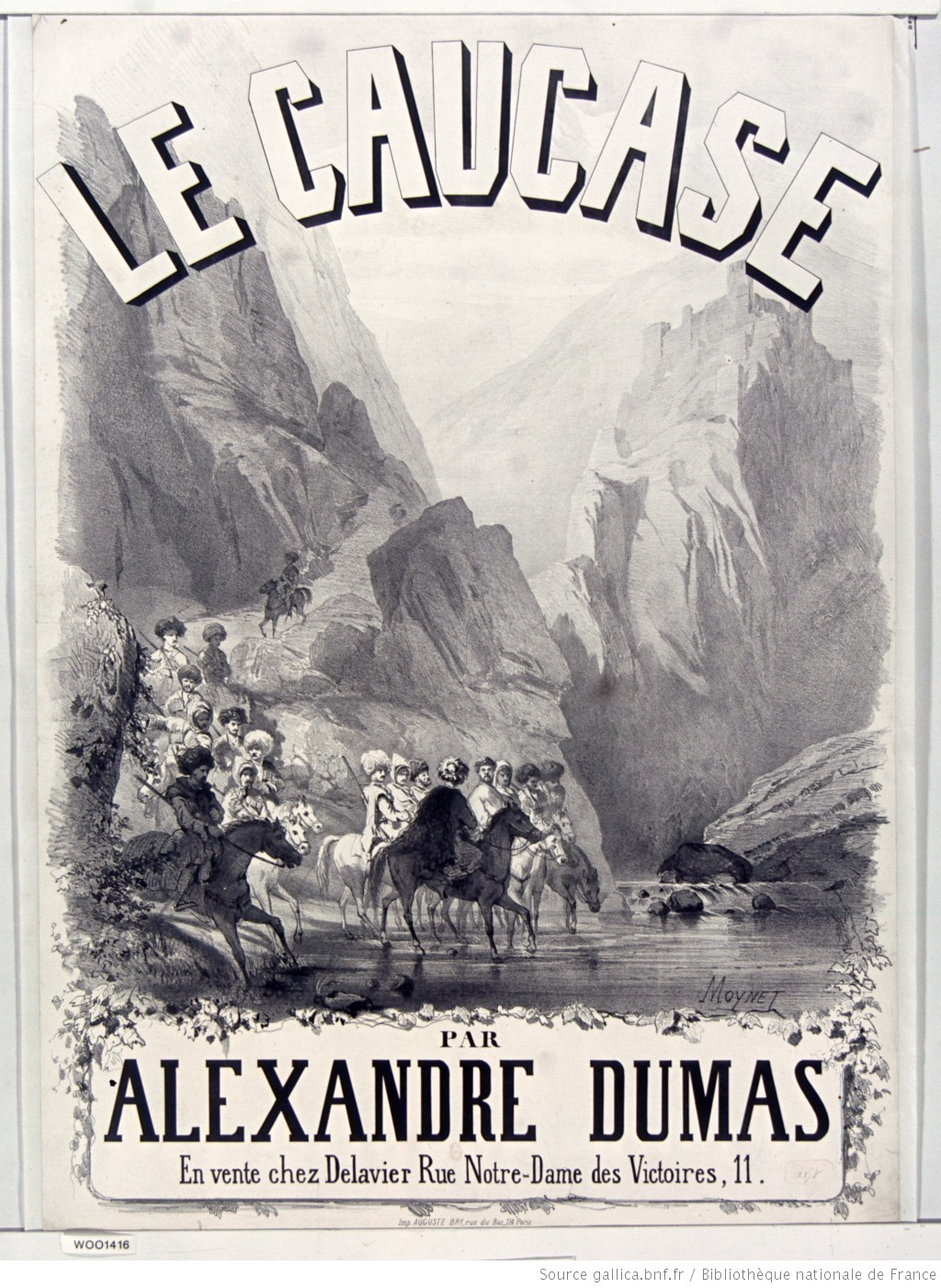
Le Caucase par Alexandre Dumas, estampe de Jean-Pierre Moynet (1859)

Jean-Pierre Moynet, né à Paris le 8 avril 1819 et mort le 11 juin 1876 dans le 11e arrondissement de Paris, est un artiste peintre, décorateur et lithographe français. 

## Biographie
En 1858, il accompagne Alexandre Dumas lors de son voyage en Russie et dans le Caucase. Les deux hommes visitent ainsi Saint-Pétersbourg, Moscou, Nijni-Novgorod et descendent la Volga jusqu'à Astrakhan. Ils traversent alors les steppes de la Caspienne et du Caucase. 
Élève de Léon Cogniet, on lui doit de nombreuses lithographies ainsi que des décors pour des pièces de théâtre telles La fiancée du roi de Garbe, opéra-comique d'Eugène Scribe (1864), Lalla-Roukh, opéra-comique d'Hippolyte Lucas et Michel Carré (1862) ou Les Gardes forestiers, drame d'Alexandre Dumas (1858).

## Publications
- Voyage au littoral de la mer Caspienne, Le Tour du monde, vol. I, 1860, p. 113-128 et 305-336
- Le (sic) Volga, Le Tour du monde, 1867, p. 49—96 (Gallica)
- L'envers du théâtre: machines et décorations, illustrée de 60 vignettes sur bois par l'auteur, Hachette, 1873

## Œuvres
- Le presbytère, huile sur toile (1857)
- Intérieur de la Kebitza d'une princesse Kalmouke (1859)
- La Vierge et l'Enfant, huile sur toile (1859), 228 × 137 cm, Pinacothèque nationale d'Athènes[3]
- Paysage de montagnes, huile sur toile (1860)
- Village sur la Volga, huile sur toile (1866)
- Les Bûcherons russes, huile sur toile (1866)